# Озоки (окръг, Уисконсин)
Окръг Озоки (на английски: Ozaukee County) е окръг в щата Уисконсин, Съединени американски щати. Площта му е 2890 km², а населението - 91 503 души (1 април 2020). Административен център е населеното място Порт Вашингтон.